# Кронек, Иоганн Фридрих фон
Иоганн Фридрих фон Кронек (нем. Johann Friedrich von Cronegk; 2 сентября 1731, Ансбах — 1 января 1758, Нюрнберг) — немецкий поэт.
Его драмой «Olinf und Sophronia» открылся в 1767 году национальный театр в Гамбурге; Лессинг находил, что лучшей немецкой драмы в то время найти было нельзя. Его трагедия «Codrus» написана александрийскими стихами. Его «Oden und Lieder» не отличаются оригинальностью, но богаты разнообразными ритмическими формами; ода «Der Krieg» (1756) получила высокую оценку Лессинга. Дидактическое стихотворение «Einsamkeit» написано под влиянием Клопштока и Юнга. Его сочинения изданы в 1760—1761 годах.